# Марія Бард
Марі́я Бард (нім. Maria Bard; 7 липня 1900, Шверін — 8 квітня 1944, Потсдам) — німецька акторка німого кіно.

## Біографія
Народилася 7 липня 1900 року в Шверині. Донька пастора Вільгельма Барда та його дружини Ельзи, уродженої Паетоу, навчалася в Музичній академії в Берліні до 1917 року, а з 1918 року давала уроки гри на фортепіано, які використовувала для фінансування свого навчання як акторки. Її першим чоловіком був засновник Minimax Вільгельм Граафф, шлюб був укладений 6 травня 1920 року. У 1923 році Граафф заснував кінокомпанію Rimax, яка, окрім рекламних плівок для конусоподібних вогнегасників, також випустила художній фільм «Ню» з Марією Бард у ролі няні.
У 1924 році артистка дебютувала в кіно під іменем Міго Бард і того ж року отримала ангажман у Мюнхенському камерному театрі під керівництвом Отто Фалькенберга. У 1926 році вона перейшла до Німецького театру в Берліні, а також виступала у Відні в театрі в Йозефштадті. Вона мала великий успіх у жовтні 1928 року у п'єсі німецького письменника Клабунда «X Y Z».
Після звільнення Макса Рейнхардта в 1933 році вона перейшла з Німецького театру до Прусського державного театру під керівництвом Густафа Грюндгенса. Бард була призначена державною акторкою. Екранізація роману Дебліна «Берлін, Александерплац» 1931 року стала її найвідомішим фільмом. Вона та Генріх Ґеорге зіграли дві головні ролі (Ціллі та Франца Біберкопфа).
Шлюб Марії Бард з Вільгельмом Граафом закінчився розлученням у 1926 році. З 1931 по 1940 рік вона була одружена з актором Вернером Краусом, а з 1941 року — з актором Ганнесом Штельцером. У 1944 році вона спробувала вчинити самогубство, отруївшись вероналом, від чого невдовзі померла в муніципальній лікарні Потсдама. Її поховали на лісовому кладовищі міста Капут (Швіловзе).
Дітей від жодного з шлюбів не мала.
За 18-річну кінокар'єру, що тривала в 1924—1942 року, зіграла в 10-ти німих фільмах.

## Загибель
43-річна Марія покінчила життя самогубством з політичних причин 8 квітня 1944 року в Потсдамі (Німеччина).

## Фільмографія
| Рік  |   | Українська назва      | Оригінальна назва             | Роль            |
| ---- | - | --------------------- | ----------------------------- | --------------- |
| 1924 | ф | Ню                    | Nju - Eine unverstandene Frau |                 |
| 1931 | ф | Берлін-Александерплац | Berlin - Alexanderplatz       | Сіллі           |
| 1932 | ф |                       | Mensch ohne Namen             | Грета Шульц     |
| 1936 | ф | Прем'єра              | Premiere                      |                 |
| 1937 | ф |                       | Kapriolen                     | Дороті Гопкінс  |
| 1940 | ф |                       | Die gute Sieben               |                 |
| 1941 | ф | Над усе у світі       | Über alles in der Welt        |                 |
| 1941 | ф |                       | Kleine Mädchen - große Sorgen | фройляйн Магнус |
| 1942 | ф | ГПУ (фільм)           | G.P.U.                        |                 |